# Neusticomys vossi
Neusticomys vossi és una espècie de mamífer rosegador de la família dels cricètids. Viu al sud de Colòmbia i el nord de l'Equador. Té una llargada de cap a gropa de 103 mm, la cua de 108 mm i els peus de 27 mm. L'espècie fou anomenada en honor del mastòleg estatunidenc Robert S. Voss. Com que fou descoberta fa poc, encara no se n'ha avaluat l'estat de conservació.